# Torre Martin

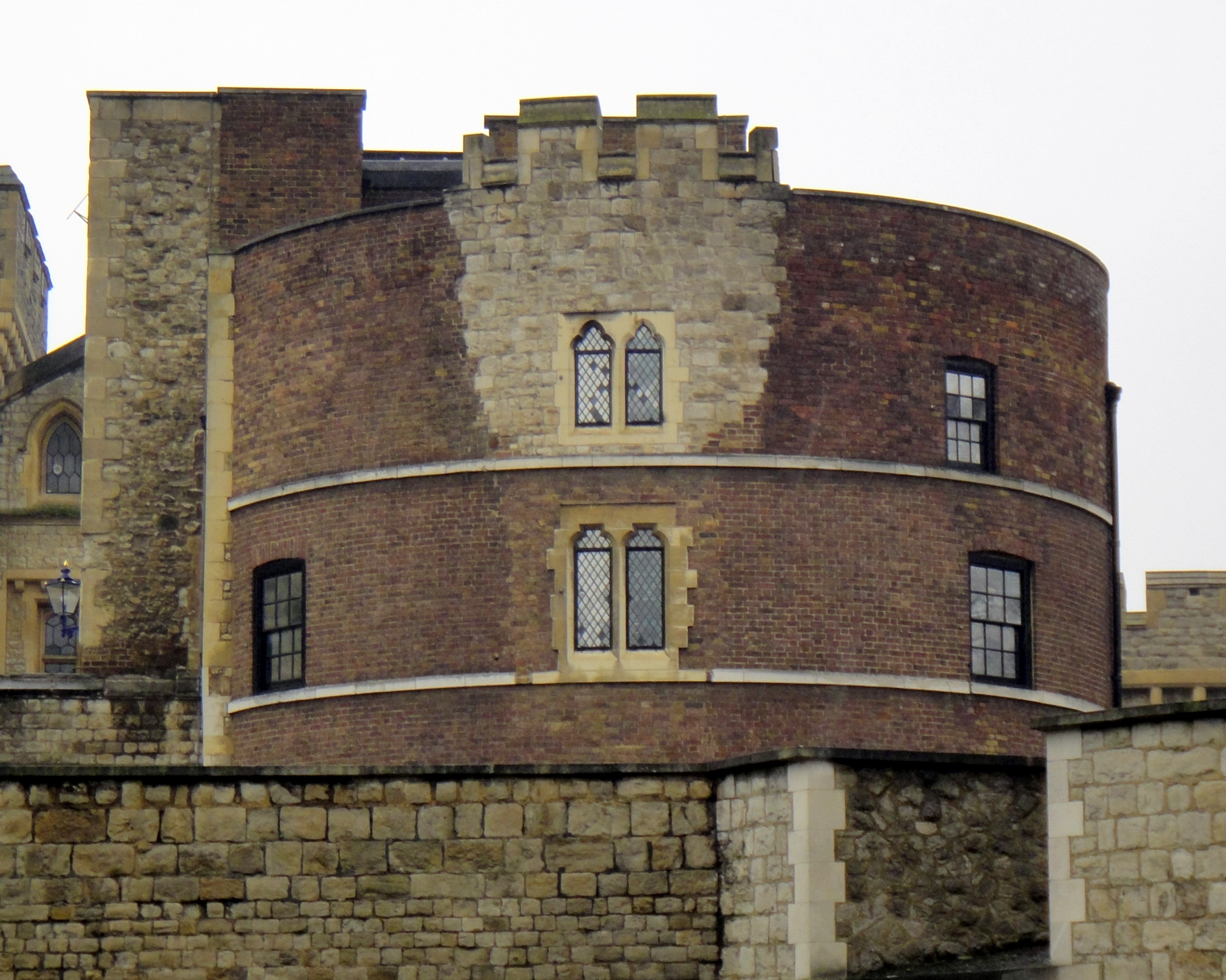
Aspecto de la Torre Martin.

La Torre Martin (anteriormente conocida como la torre irlandesa o Irish Tower) es una torre en las murallas interiores de la Torre de Londres. Es una de las pocas orientadas en el muro norte que no sufrió daños durante el gran incendio que asoló a la torre en 1841. Llegó a albergar en algunas ocasiones la Casa de las Joyas. La torre ha sido objeto de numerosas modificaciones y adiciones desde que fue construida. Durante la época de los Tudor, fue utilizada como prisión. 
La Torre Martín proviene originalmente de la construcción del muro interior en el siglo XIII. Como las otras torres del muro norte, tiene forma de D, con el semicírculo apuntando hacia afuera y la línea recta apuntando hacia adentro. Su forma original cambió drásticamente cuando albergaba la Casa de las Joyas en 1669 y se utilizó para almacenar las Joyas de la Corona británica. En 1671, el coronel Thomas Blood intentó robar las joyas de la torre, aunque no pudo salir de la fortaleza con ellas.
En 1721, la administración de la torre añadió una escalera exterior al primer piso. La puerta a dos aguas en el sur de la torre, que se abre al pasaje del muro sur, probablemente proviene de la misma renovación. En las plantas superiores se pueden apreciar diversos trabajos de reparación del siglo XVIII, que se realizaron en mampostería de ladrillo. Un intento a corto plazo y mal planificado de darle a la torre un aspecto más medieval en 1905 llevó a un lugar visible en la parte superior de la torre, que tiene una fachada de piedra natural.
Dentro de la torre puedes ver su accidentada historia arquitectónica. En buena parte el aspecto sigue siendo medieval, si bien también son observables, y diferenciables, las modificaciones del siglo XVIII. La torreta del norte alberga dos vestidores que se colocan directamente uno encima del otro.